# Менхвајлер
Менхвајлер (њем. Mönchweiler) општина је у њемачкој савезној држави Баден-Виртемберг. Једно је од 20 општинских средишта округа Шварцвалд-Бар. Према процјени из 2010. у општини је живјело 3.152 становника. Посједује регионалну шифру (AGS) 8326037.

## Географски и демографски подаци
Менхвајлер се налази у савезној држави Баден-Виртемберг у округу Шварцвалд-Бар. Општина се налази на надморској висини од 757 метара. Површина општине износи 9,6 km². У самом мјесту је, према процјени из 2010. године, живјело 3.152 становника. Просјечна густина становништва износи 328 становника/km².

## Међународна сарадња
| Мјесто | Држава    | Врста сарадње | Од    |
| ------ | --------- | ------------- | ----- |
| Шабеј  | Француска | партнерство   | 1983. |
| Извор  |           |               |       |